# Акакина, Наталья Владимировна
Наталья Владимировна Акакина (род. 4 июня 1975 года, Оренбург, Россия) — российская художница.

## Биография
Родилась в 1975 году в семье художника в г. Оренбурге. Детство Натальи прошло в творческой обстановке. Рисовать начала рано, и первые уроки ей давал отец — живописец Владимир Иванович Иванов. Наталья училась в художественной школе г. Оренбурга, с 2000 по 2013 гг. в Заочном Народном Университете искусств на отделениях «Живопись и графика» и «Художник рекламы».
В 2003 году Наталья вступила в Творческий Союз Художников России Архивная копия от 28 декабря 2017 на Wayback Machine и в Международную Федерацию художников. Постоянно участвует в российских и зарубежных выставках.
Наталья Акакина работает в собственной студии, преподает, реализует себя как живописец, педагог и создатель бренда «Оренбургский НЕпуховый платок».

## Творчество
Большинство работ художницы выполнено в жанре цветочного натюрморта, пейзажа и жанровой картины. А в центре её творческой вселенной находится цвет. Фантастическая, на грани эпатажа, яркость красок на её картинах — это не средство привлечения внимания, это — способ художественного проникновения в тайны видимого мира. Цвет в её работах стал инструментом для выражения личного отношения художницы к видимой сфере вообще.
Декоративность, яркость, чистота красок и их звучные сочетания — играют главную роль в её работах. Наталья работает на стыке стилей эмоционального импрессионизма и абстрактного экспрессионизма, но всегда чувствует грань с беспредметностью и никогда её не переходит. Морские пейзажи являются для художницы «полем» для колористических экспериментов. Они направлены на овладение цветом во всей его чистоте, яркости, звучности. В творчестве Натальи Акакиной часто появляется тема окна, не только как изображение настоящего окна конкретного дома, но и в переносном смысле, как грани между разными измерениями бытия. Окна старинных изб («Брошенный дом», «Дом с оберегом» 2016 г., «Трудное счастье» 2017 г.) — это те картины, где реально существующее окно становится плоскостью трансформации, той гранью, за которой просвечивает другая, ушедшая или непознанная жизнь. В картинах «Под небом голубым есть город золотой», «Зеркало реальности», «Жизнь прекрасна» (2015 г.), «Эхо» (2017 г.) встречаются мир наших будней и словно скрытый за пеленой другой, то ли утраченный, то ли ещё не обретенный, но, несомненно, лучший мир, который может таинственно проступить сквозь стекло, отразиться в зеркале или почудиться среди воздушных потоков. Наталья — художница романтического склада с лирическим взглядом на мир, с выраженным эмоциональным отношением к предметам и явлениям этого мира. Цвета на её полотнах интенсивнее, чем в натуре, формы — условнее, отказ от теней и воспроизведения объёмов, цветовые упрощения — все это превращает её картины в декоративные композиции, насыщенные яркими положительными эмоциями, переданными красками. Наталья работает также в области дизайна тканей и одежды. Она — создатель бренда «Оренбургский НЕпуховый платок» Архивная копия от 28 июня 2017 на Wayback Machine, разрабатывает авторские коллекции одежды.
Работы Натальи Акакиной неоднократно занимали призовые места на российских и международных конкурсах искусства, они находятся в частных коллекциях, а также фонде Оренбургского губернаторского историко-краеведческого музея.

## Персональные выставки
- 2003 г. «Палитра Оренбуржья», Художественный салон «Золотое кольцо» г. Оренбург)[3].
- 2009 г. «Арт-ассорти» (Художественный салон «Золотое Кольцо» г. Оренбург).
- 2010 г. «Цветы для Германии» (Галерея «Pro arte» г. Нюрнберг, Германия)[4].
- 2012 г. «Музыка цвета» (Филиал Санкт-Петербургской Галереи современного искусства «Непокоренные», г. Оренбург)[5].
- 2012 г. «Преломляя реальность» (Дом Культуры «Россия», г. Оренбург)[6][7].
- 2013 г. «Город цветов» (Художественный салон «Золотое кольцо» г. Оренбург)[8][9].
- 2018 г. « Степь цветет на шелке и холсте» (Оренбургский губернаторский историко-краеведческий музей)[10][11][12][13][14]
- 2018 г. «Сердце Евразии-Оренбургская область». (Российский центр науки и культуры в Непале, г. Катманду  Архивная копия от 14 мая 2018 на Wayback Machine)[15][16]

## Участие в коллективных выставках
- 2010 г. Осенняя художественная выставка (Выставочный зал «Галерея Искусств», г. Оренбург).
- 2011 г. Областная Весенняя художественная выставка (Центральный Выставочный зал Союза Художников России, г. Оренбург).
- 2011 г. Областная Осенняя художественная выставка «Живопись, графика, декоративно-прикладное искусство» («Галерея Оренбургъ», Выставочный зал Оренбургского областного музея изобразительных искусств).
- 2012 г. «Зимнее волшебство» (Выставочный зал «Галерея Искусств», г. Оренбург)[17].
- 2012 г. «Симфония любви» (Выставочный зал «Галерея Искусств», г. Оренбург)[18][19].
- 2012 г. Областная Весенняя художественная выставка (Выставочной зал Оренбургского областного музея изобразительных искусств).
- 2013 г. «100 картин художников Оренбурга» (Выставочный зал Оренбургского областного музея изобразительных искусств).
- 2013 г. Областная Осенняя художественная выставка (Выставочный зал Оренбургского областного музея изобразительных искусств).
- 2014 г. «100 картин художников Оренбурга» (Выставочный зал Оренбургского областного музея изобразительных искусств)[20][21][22].
- 2015 г. «100 картин художников Оренбурга» (Выставочный зал Оренбургского областного музея изобразительных искусств)[23][24][25].
- 2015 г. Областная весенняя выставка (Выставочный зал Оренбургского областного музея изобразительных искусств)[26][27].
- 2015 г. Областная осенняя выставка (Центральный выставочный зал Оренбургского областного музея изобразительных искусств).
- 2016 г. Областная весенняя выставка (Выставочный зал Оренбургского областного музея изобразительных искусств)[28].
- 2016 г. «100 картин художников Оренбурга» (Выставочный зал Оренбургского областного музея изобразительных искусств)[29].
- 2016 г. Международная выставка-конкурс современного искусства «Russian Art Week» (Центральный Дом Художника, г. Москва). Лауреат в номинации «Фантазии» за работу «Джаз цветов», 3 место[30].
- 2016 г. Международная выставка-конкурс классической живописи «Art weeks in Italy» (г. Милан). Лауреат в номинации «Архитектура» за работу «Брошенный дом», 2 место[31].
- 2017 г. «100 картин художников Оренбурга» (Выставочный зал Оренбургского областного музея изобразительных искусств).
- 2017 г. Областная осенняя выставка (Выставочный зал Оренбургского областного музея изобразительных искусств).
- 2017 г. Международная выставка-конкурс современного искусства (Центральный Дом Художника, Москва). Лауреат в номинации «Принты» за работу — платок шелковый «Сон бабочки», 1 место[32][33].
- 2017 г. Международный конкурс художественного текстиля (Словения г. Любляна). Лауреат в номинации «Принты» за работу — платок шелковый «Джаз цветов», 1 место[34].
- 2018 г. Выставка «Подари мне платок» (Оренбургский областной музей изобразительных искусств)[35].
- 2018 г. Областная Весенняя художественная выставка (Оренбургский областной музей изобразительных искусств)[36].
- 2018 г. «100 картин художников Оренбурга» Оренбургский областной музей изобразительных искусств)[37].
- 2018 г. Выставочный проект «Неделя Оренбуржья в Непале», организованный представительством Россотрудничества в Непале совместно с Оренбургским областным музеем изобразительных искусств (ООМИЗО) и Непальско-российским клубом искусств (Российский центр науки и культуры в г. Катманду, Непал)[38].

## Достижения и награды
- 2016 г. Лауреат в номинации «Фантазии» за работу «Джаз цветов» (3 место) на международной выставке-конкурсе современного искусства «Russian Art Week» в Москве (Центральный Дом Художника)[39].
- 2016 г. Лауреат в номинации «Архитектура» за работу «Брошенный дом» (2 место) на международной выставке-конкурсе классической живописи «Art weeks in Italy» в Италии (г. Милан)[40].
- 2017 г. Лауреат в номинации «Принты» за работу «Сон бабочки» (1 место) на международной выставке-конкурсе современного искусства в Москве (Центральный Дом Художника)[41][42].
- 2017 г. Лауреат в номинации «Принты» за работу «Джаз цветов» (1 место) на международном конкурсе художественного текстиля в Словении (г. Любляна)[43].
- 2017 г. Диплом Творческого Союза художников России «За вклад в Отечественное изобразительное искусство».